# ألان برستون
ألان برستون (بالإنجليزية: Allan Preston)‏ (16 أغسطس 1969 في المملكة المتحدة - ) هو مدرب كرة قدم ولاعب كرة قدم إسكتلندي في مركز الدفاع. لعب مع دندي يونايتد ودونفرملين أثلتيك وسانت جونستون وكوين أوف ساوث وهارت أوف ميدلوثيان.

## وصلات خارجية
- ألان برستون على موقع قاعدة بيانات كرة القدم.إي يو (الإنجليزية)
- ألان برستون على موقع Soccerbase.com (لاعب) (الإنجليزية)
- ألان برستون على موقع عالم كرة القدم.نت (الإنجليزية)